# Potopení německého loďstva ve Scapa Flow

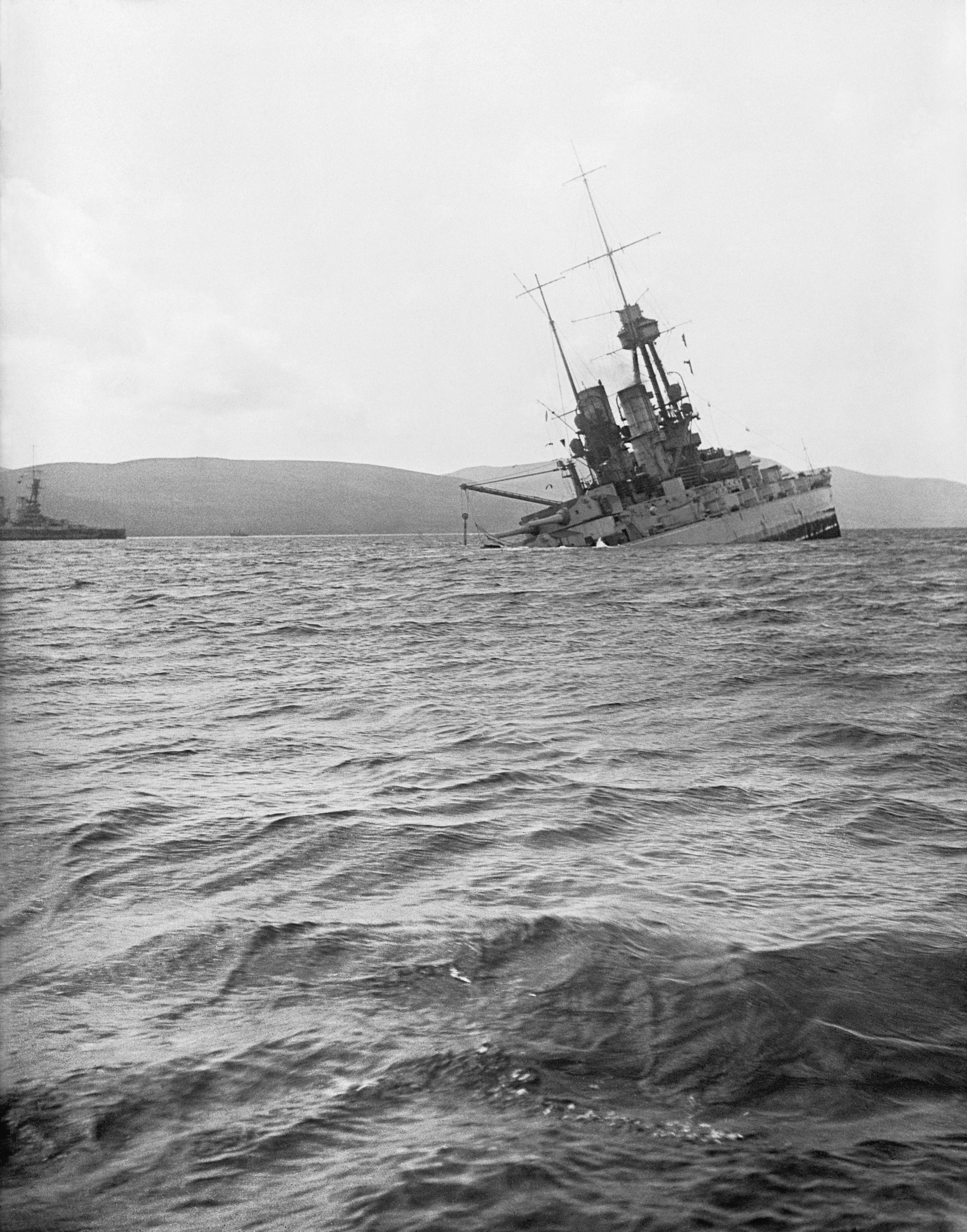
Potápějící se bitevní loď SMS Bayern

K potopení německého loďstva ve Scapa Flow došlo 21. června 1919 na základně Royal Navy ve Scapa Flow ve Skotsku. Většina německého loďstva zde byla internována, jelikož se k tomu Německo zavázalo v podmínkách příměří z Compiègne. Když se začalo ukazovat, že státy Dohody si chtějí německé hladinové lodě rozdělit mezi sebou, německý velitel kontradmirál Ludwig von Reuter, který původně předpokládal navrácení lodí Německu, vydal rozkaz k potopení celé flotily.

## Internace

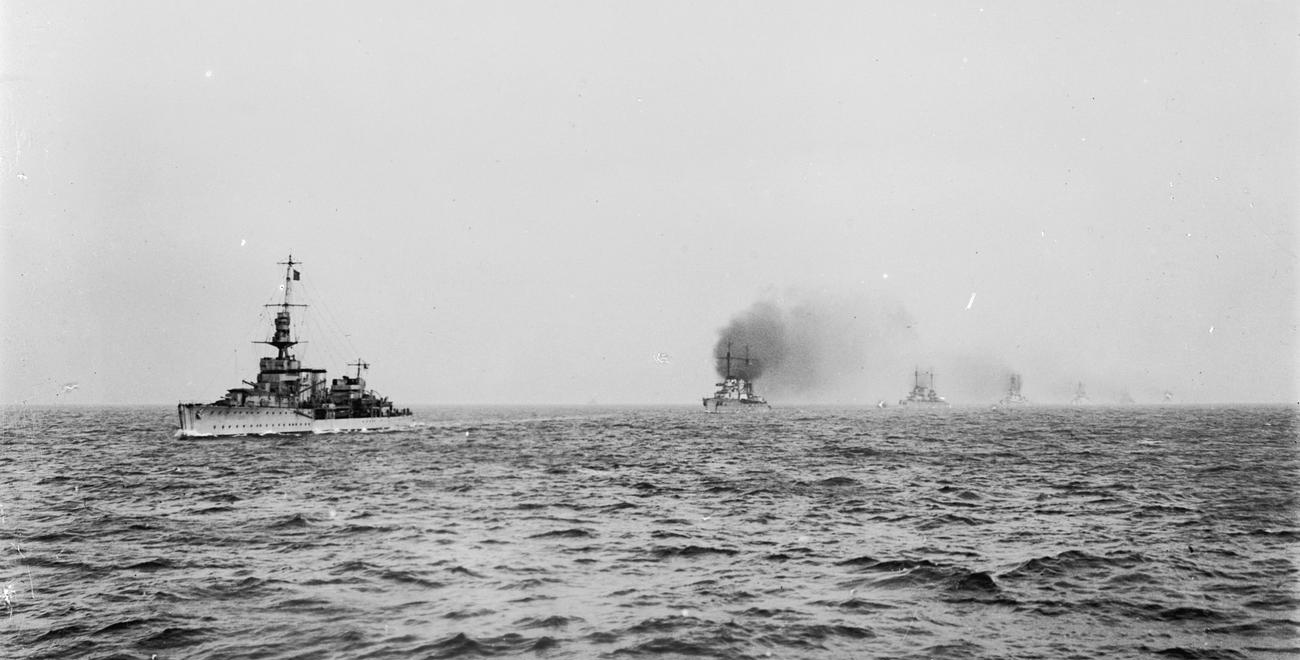
Lehký křižník HMS Cardiff vede německou flotilu do internace v Rosythu

Jádro německé Hochseeflotte připlulo do Scapa Flow 27. listopadu 1918, aby zde bylo v souladu s podmínkami příměří z Compiègne internováno, a to až do uzavření mírové smlouvy. Německé torpédoborce zde kotvily mezi ostrovy Hoy a Fara a zbytek loďstva okolo ostrova Cava (ponorky byly internovány v Harwichi). Na lodích byly jen malé posádky a většina námořníků odplula zpět do Německa. Celkem zde zůstalo přibližně 4700 mužů.

## Jednání o osudu loďstva

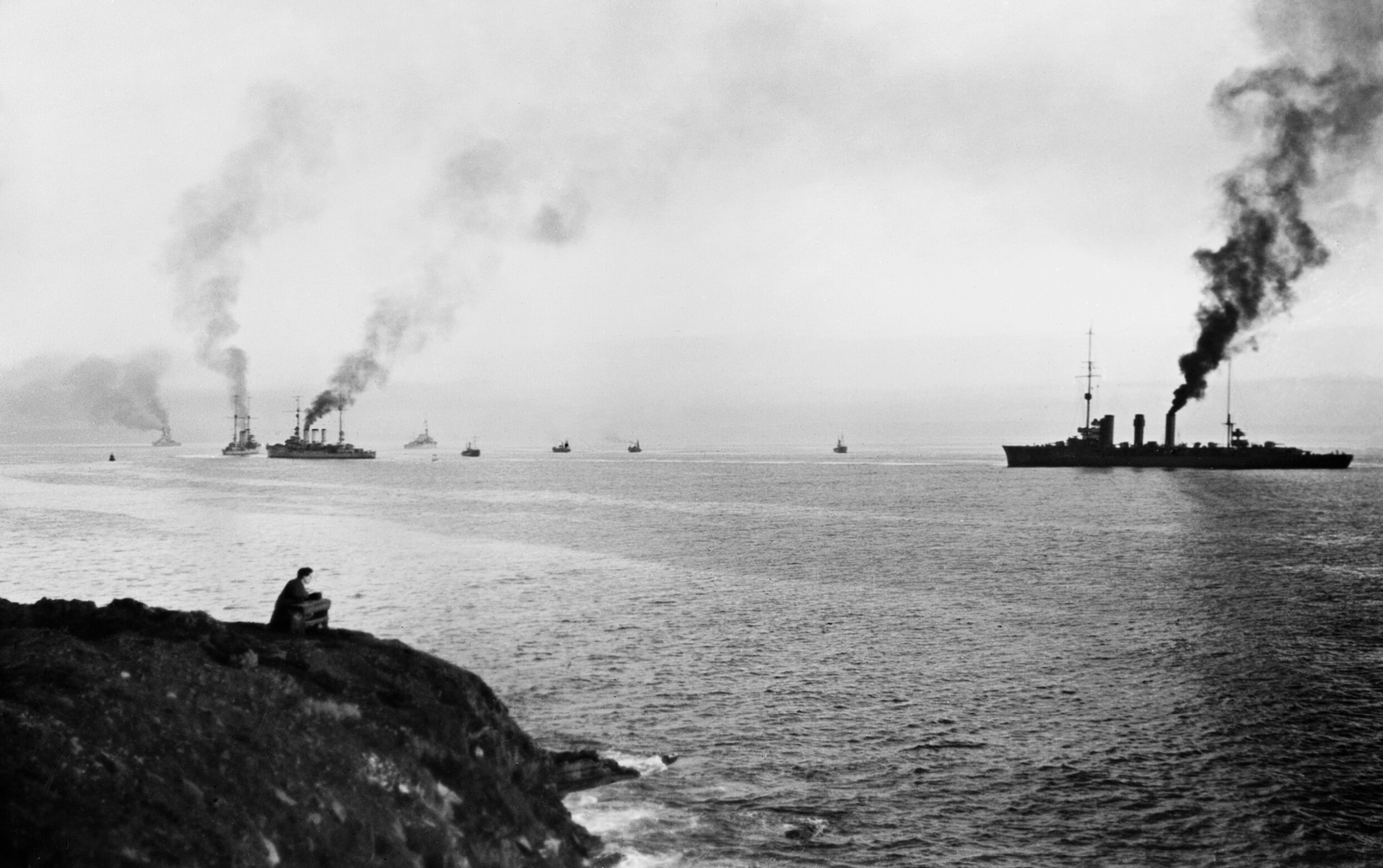
Německé křižníky SMS Emden, SMS Frankfurt a SMS Bremse vplouvají do Scapa Flow

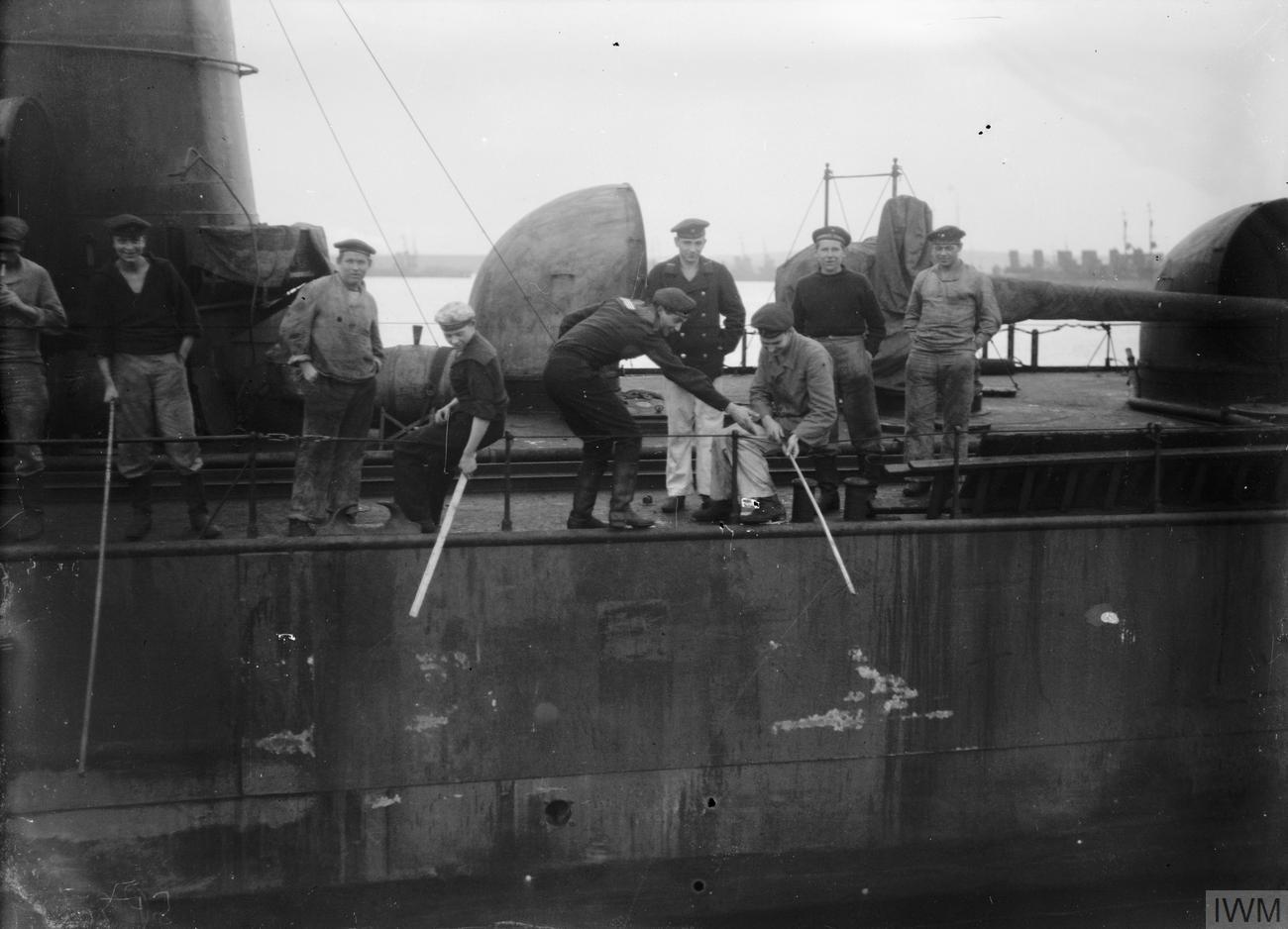
Posádka německého torpédoborce, internovaného ve Scapa Flow, chytá ryby. Rok 1919

Na mírové konferenci v Paříži bylo rozhodnuto odebrat Německu jeho kolonie, demilitarizovat základnu na ostrově Helgoland a uzavřít strategicky významný Kielský průplav. Německu bylo dále zakázáno vlastnit ponorky – 53 z německých ponorek si země Dohody rozdělily mezi sebou (ovšem jen 10 jich bylo zařazeno do Francouzského námořnictva).
Bylo také rozhodnuto ponechat Německu pouze šest starých řadových lodí, šest lehkých křižníků, dvanáct torpédoborců a dvanáct torpédovek. Ostatní německé hladinové lodě se staly předmětem sporů. Anglie navrhovala potopení všech velkých hladinových lodí (včetně rozestavěných) na hluboké vodě, k čemuž se nakonec přiklonily i Spojené státy americké (aby zabránily dalšímu posílení Royal Navy. Samy by při dělení pravděpodobně nedostaly žádnou těžkou loď). Francie si naopak přála, aby byly německé lodě rozděleny mezi vítěze a ti s nimi mohli naložit dle svého uvážení, což podpořila také Itálie. Obě země chtěly část německých lodí zařadit do svého námořnictva. Rozhovory se tak ocitly ve slepé uličce.

## Potopení loďstva

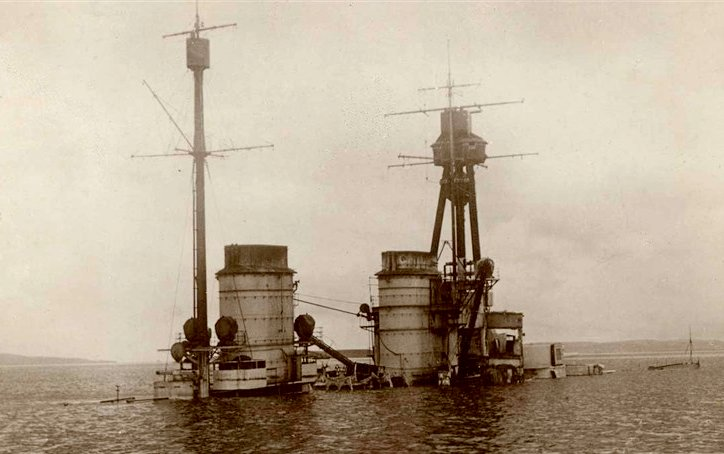
Nástavby potopeného bitevního křižníku SMS Hindenburg

Pozice německých lodí ve Scapa Flow

Příměří bylo uzavřeno na šest měsíců a 21. června 1919 mělo vypršet, přičemž osud německých lodí byl stále nejasný. Britové požadovali další zmenšení posádek lodí a tajně pracovali na plánu jejich obsazení v den ukončení příměří (tento plán schválili 19. června 1919). Vzhledem k průtahům v mírových jednáních mělo být příměří prodlouženo až do 23. srpna 1919, ale ihned po jeho vypršení měly být německé lodě obsazeny, aby se zabránilo jejich ztrátě. K tomu už však nedošlo.
Kontradmirál von Reuter nařídil 17. června zahájení příprav k potopení lodí, které byly utajeně realizovány. Protože von Reuter nebyl informován o novém prodloužení příměří, vydal 21. června 1919 v 11:00 rozkaz k potopení loďstva. Brity na celou situaci upozornilo až vyvěšení německé válečné vlajky na německých lodích.
Lodě se začaly potápět postupně, jak byl rozkaz k potopení pomalu předáván z jedné na druhou. Ve 12:16 se potopila vlajková bitevní loď SMS Friedrich der Grosse a do 15:00 zůstaly na hladině poslední tři těžké lodě. Britové se v nastalém zmatku několikrát pokusili kulometnou palbou donutit německé námořníky k návratu na paluby jejich lodí. Zahynulo přitom 9 námořníků, kteří jsou pohřbeni na ostrově Hoy. Britové se pokusili zabránit potopení alespoň části lodí, ale podařilo se jim jen odtáhnout na břeh bitevní loď SMS Baden a lehké křižníky SMS Emden II a SMS Frankfurt. Z 50 torpédoborců se 32 potopilo na hluboké vodě. Čtyři byly obsazeny a jejich potopení bylo zabráněno.

## Dohra

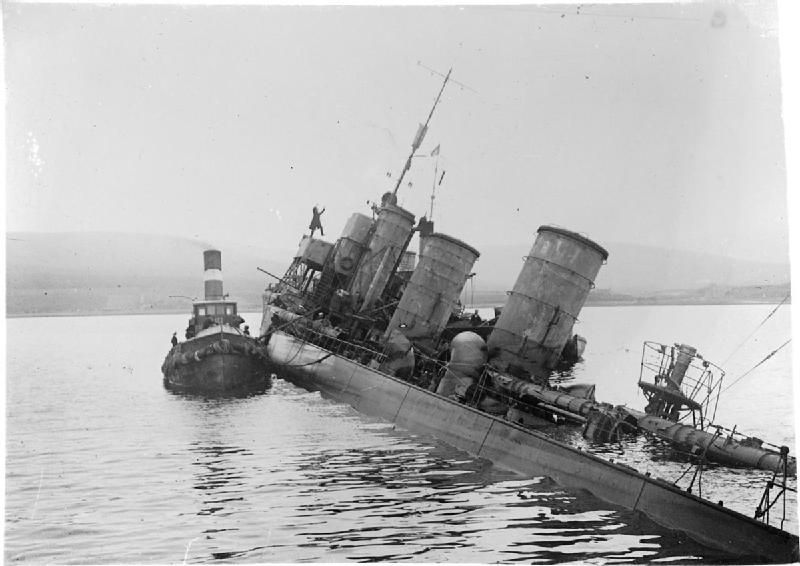
Potopený torpédoborec SMS G102

Jádro německého námořnictva tak zaniklo. Světová veřejnost byla, stejně jako zástupci Francie, celou událostí pobouřena. Naopak Britové a Američané byli ve výsledku rádi, že se diplomatický problém německého námořnictva vyřešil. Německo v té době již nemělo jiné moderní válečné lodě, které by mohlo Dohodě vydat náhradou, a proto kromě dalších pěti lehkých křižníků odevzdalo jako náhradu za 400 000 ztracených tun výtlaku válečných lodí stejný výtlak plovoucích doků, jeřábů, remorkérů a rypadel.

## Přehled německých lodí
| Jméno                    | Typ             | Potopení/Najetí na břeh | Osud                                                 |
| ------------------------ | --------------- | ----------------------- | ---------------------------------------------------- |
| SMS Seydlitz             | Bitevní křižník | Potopen v 13:50         | Vyzvednut v listopadu 1929                           |
| SMS Moltke               | Bitevní křižník | Potopen v 13:10         | Vyzvednut v červnu 1927                              |
| SMS Von der Tann         | Bitevní křižník | Potopen v 14:15         | Vyzvednut v prosinci 1930                            |
| SMS Derfflinger          | Bitevní křižník | Potopen v 14:45         | Vyzvednut v srpnu 1939                               |
| SMS Hindenburg           | Bitevní křižník | Potopen v 17:00         | Vyzvednut v červenci 1930                            |
| SMS Kaiser               | Bitevní loď     | Potopen v 13:25         | Vyzvednut v březnu 1929                              |
| SMS Prinzregent Luitpold | Bitevní loď     | Potopen v 13:15         | Vyzvednut v březnu 1929                              |
| SMS Kaiserin             | Bitevní loď     | Potopen v 14:00         | Vyzvednut v květnu 1936                              |
| SMS Friedrich der Grosse | Bitevní loď     | Potopen v 12:16         | Vyzvednut 1937                                       |
| SMS König Albert         | Bitevní loď     | Potopen v 12:54         | Vyzvednut v červenci 1935                            |
| SMS König                | Bitevní loď     | Potopen v 14:00         | Nevyzvednut                                          |
| SMS Großer Kurfürst      | Bitevní loď     | Potopen v 13:30         | Sešrotován v dubnu 1933                              |
| SMS Kronprinz Wilhelm    | Bitevní loď     | Potopen v 13:15         | Nevyzvednut                                          |
| SMS Markgraf             | Bitevní loď     | Potopen v 16:45         | Nevyzvednut                                          |
| SMS Baden                | Bitevní loď     | Najela na břeh          | Předána Britům, potopena jako cvičný cíl v roce 1921 |
| SMS Bayern               | Bitevní loď     | Potopen v 14:30         | Vyzvednuta v září 1933                               |
| SMS Brummer              | Minový křižník  | Potopen v 13:05         | Ponechán na místě                                    |
| SMS Bremse               | Minový křižník  | Potopen v 14:30         | Vyzvednut v listopadu 1929                           |
| SMS Dresden II           | Lehký křižník   | Potopen v 13:30         | Ponechán na místě                                    |
| SMS Köln                 | Lehký křižník   | Potopen v 13:50         | Ponechán na místě                                    |
| SMS Karlsruhe II         | Lehký křižník   | Potopen v 15:00         | Ponechán na místě                                    |
| SMS Nürnberg II          | Lehký křižník   | Najel na břeh           | Předána Britům, potopena jako cvičný cíl v roce 1922 |
| SMS Emden II             | Lehký křižník   | Najel na břeh           | Předán Francii, sešrotován v roce 1926               |
| SMS Frankfurt            | Lehký křižník   | Najel na břeh           | Předána USA, potopen jako cvičný cíl v roce 1921     |
| SMS S32                  | Torpédoborec    | Potopen                 | Vyzvednut v červnu 1925                              |
| SMS S36                  | Torpédoborec    | Potopen                 | Vyzvednut v dubnu 1925                               |
| SMS G38                  | Torpédoborec    | Potopen                 | Vyzvednut v září 1924                                |
| SMS G39                  | Torpédoborec    | Potopen                 | Vyzvednut v červenci 1925                            |
| SMS G40                  | Torpédoborec    | Potopen                 | Vyzvednut v červenci 1925                            |
| SMS V43                  | Torpédoborecr   | Najel na břeh           | Předán USA, v roce 1921 potopen jako cvičný cíl      |
| SMS V44                  | Torpédoborec    | Najel na břeh           | Předán Velké Británii, v 1922 sešrotován             |
| SMS V45                  | Torpédoborec    | Potopen                 | Vyzvednut 1922                                       |
| SMS V46                  | Torpédoborec    | Najel na břeh           | Předán Francii, v roce 1924 sešrotován               |
| SMS S49                  | Torpédoborec    | Potopen                 | Vyzvednut v prosinci 1924                            |
| SMS S50                  | Torpédoborec    | Potopen                 | Vyzvednut v říjnu 1924                               |
| SMS S51                  | Torpédoborec    | Najel na břeh           | Předán Velké Británii, v roce 1922 sešrotován        |
| SMS S52                  | Torpédoborec    | Potopen                 | Vyzvednut v říjnu 1924                               |
| SMS S53                  | Torpédoborec    | Potopen                 | Vyzvednut v srpnu 1924                               |
| SMS S54                  | Torpédoborec    | Potopen                 | Vyzvednut v září 1921                                |
| SMS S55                  | Torpédoborec    | Potopen                 | Vyzvednut v srpnu 1924                               |
| SMS S56                  | Torpédoborec    | Potopen                 | Vyzvednut v červnu 1925                              |
| SMS S60                  | Torpédoborec    | Najel na břeh           | Předán Japonsku, v roce 1922 sešrotován              |
| SMS S65                  | Torpédoborec    | Potopen                 | Vyzvednut v květnu 1922                              |
| SMS V70                  | Torpédoborec    | Potopen                 | Vyzvednut v srpnu 1924                               |
| SMS V73                  | Torpédoborec    | Najel na břeh           | Předán Velké Británii, v roce 1922 sešrotován        |
| SMS V78                  | Torpédoborec    | Potopen                 | Vyzvednut v září 1925                                |
| SMS V80                  | Torpédoborec    | Najel na břeh           | Předán Japonsku, v roce 1922 sešrotován              |
| SMS V81                  | Torpédoborec    | Najel na břeh           | Potopil se cestou k rozebrání                        |
| SMS V82                  | Torpédoborec    | Najel na břeh           | Předán Velké Británii, v roce 1922 sešrotován        |
| SMS V83                  | Torpédoborec    | Potopen                 | Vyzvednut 1923                                       |
| SMS V86                  | Torpédoborec    | Potopen                 | Vyzvednut v červenci 1925                            |
| SMS V89                  | Torpédoborec    | Potopen                 | Vyzvednut v prosinci 1922                            |
| SMS V91                  | Torpédoborec    | Potopen                 | Vyzvednut v září 1924                                |
| SMS G92                  | Torpédoborec    | Najel na břeh           | Předán Velké Británii, v roce 1922 sešrotován        |
| SMS G101                 | Torpédoborec    | Potopen                 | Vyzvednut v dubnu 1926                               |
| SMS G102                 | Torpédoborec    | Najel na břeh           | Předán USA, v roce 1921 potopen jako cvičný cíl      |
| SMS G103                 | Torpédoborec    | Potopen                 | Vyzvednut v září 1925                                |
| SMS G104                 | Torpédoborec    | Potopen                 | Vyzvednut v dubnu 1926                               |
| SMS B109                 | Torpédoborec    | Potopen                 | Vyzvednut v březnu 1926                              |
| SMS B110                 | Torpédoborec    | Potopen                 | Vyzvednut v prosinci 1925                            |
| SMS B111                 | Torpédoborec    | Potopen                 | Vyzvednut v březnu 1926                              |
| SMS B112                 | Torpédoborec    | Potopen                 | Vyzvednut v únoru 1926                               |
| SMS V125                 | Torpédoborec    | Najel na břeh           | Předán Velké Británii, v roce 1922 sešrotován        |
| SMS V126                 | Torpédoborec    | Najel na břeh           | Předán Francii, v roce 1925 sešrotován               |
| SMS V127                 | Torpédoborec    | Najel na břeh           | Předán Japonsku, v roce 1922 sešrotován              |
| SMS V128                 | Torpédoborec    | Najel na břeh           | Předán Velké Británii, v roce 1922 sešrotován        |
| SMS V129                 | Torpédoborec    | Potopen                 | Vyzvednut v srpnu 1925                               |
| SMS S131                 | Torpédoborec    | Potopen                 | Vyzvednut v srpnu 1924                               |
| SMS S132                 | Torpédoborec    | Najel na břeh           | Předán USA, v roce 1921 sešrotován                   |
| SMS S136                 | Torpédoborec    | Potopen                 | Vyzvednut v dubnu 1925                               |
| SMS S137                 | Torpédoborec    | Najel na břeh           | Předán Velké Británii, v roce 1922 sešrotován        |
| SMS S138                 | Torpédoborec    | Potopen                 | Vyzvednut v květnu 1925                              |
| SMS H145                 | Torpédoborec    | Potopen                 | Vyzvednut v březnu 1925                              |
| SMS V100                 | Torpédoborec    | Najel na břeh           | Předán Francii, v roce 1921 sešrotován               |